# Арифметическая функция
Арифметическая функция — функция, определённая на множестве натуральных чисел {\displaystyle \mathbb {N} } и принимающая значения из множества комплексных чисел {\displaystyle \mathbb {C} }.

## Определение
Как следует из определения, арифметической функцией называется любая функция
Название арифметическая функция связано с тем, что в теории чисел известно много функций {\displaystyle f(n)} натурального аргумента, выражающих те или иные арифметические свойства {\displaystyle n}. Поэтому, неформально говоря, под арифметической функцией понимают функцию {\displaystyle f(n)}, которая «выражает некоторое арифметическое свойство» натурального числа {\displaystyle n} (см. примеры арифметических функций ниже).
Многие арифметические функции, рассматриваемые в теории чисел, в действительности являются целозначными.

## Операции и связанные понятия
- Суммой арифметической функции {\displaystyle f} называют функцию {\displaystyle F:[0,+\infty )\to \mathbb {C} }, определённую как

{\displaystyle F(x)=\sum _{n\leq x}f(n).}
Эта операция является «дискретным аналогом» неопределённого интеграла; при этом, хотя исходная функция и была определена только на {\displaystyle \mathbb {N} }, её сумму оказывается удобным считать определённой на всей положительной полуоси (при этом она, естественно, кусочно-постоянна).
- Свёрткой Дирихле двух арифметических функций f и g называется арифметическая функция h, определённая по правилу

{\displaystyle h(n)=\sum _{d|n}f(d)g(n/d).}
- Арифметической функции f можно сопоставить её «производящую функцию» — ряд Дирихле

{\displaystyle \Phi _{f}(s)=\sum _{n}f(n)n^{-s}.}
При этом свёртке Дирихле двух арифметических функций соответствует произведение их производящих функций.
- Поточечное умножение на логарифм,

{\displaystyle f\mapsto f',\quad f'(n)=f(n)\cdot \ln n,}
является дифференцированием алгебры арифметических функций: относительно свёртки оно удовлетворяет правилу Лейбница,
{\displaystyle (f*g)'=f'*g+f*g'.}
Переход к производящей функции превращает эту операцию в обычное дифференцирование.

## Известные арифметические функции

### Число делителей
Арифметическая функция {\displaystyle \tau \colon \mathbb {N} \to \mathbb {N} } определяется как число натуральных делителей натурального числа {\displaystyle n}:
Если {\displaystyle m} и {\displaystyle n} взаимно просты, то каждый делитель произведения {\displaystyle mn} может быть единственным образом представлен в виде произведения делителей {\displaystyle m} и делителей {\displaystyle n}, и обратно, каждое такое произведение является делителем {\displaystyle mn}. Отсюда следует, что функция {\displaystyle \tau } мультипликативна:
Если {\displaystyle n=\prod _{i=1}^{r}p_{i}^{s_{i}}} — каноническое разложение натурального {\displaystyle n}, то в силу мультипликативности
Так как положительными делителями числа {\displaystyle p_{i}^{s_{i}}} являются {\displaystyle s_{i}+1} чисел {\displaystyle 1,p_{i},\ldots ,p_{i}^{s_{i}}}, то
Число делителей большого целого числа n растёт в среднем как {\displaystyle \ln n}. Более точно — см. формулу Дирихле.

### Сумма делителей
Функция {\displaystyle \sigma \colon \mathbb {N} \to \mathbb {N} } определяется как сумма делителей натурального числа {\displaystyle n}:
Обобщая функции {\displaystyle \tau (n)} и {\displaystyle \sigma (n)} для произвольного, вообще говоря комплексного {\displaystyle k}, можно определить {\displaystyle \sigma _{k}(n)} — сумму {\displaystyle k}-х степеней положительных делителей натурального числа {\displaystyle n}:
Используя нотацию Айверсона, можно записать
Функция {\displaystyle \sigma _{k}} мультипликативна:
Если {\displaystyle n=\prod _{i=1}^{r}p_{i}^{s_{i}}} — каноническое разложение натурального {\displaystyle n}, то
Сумма делителей числа n растёт в среднем как линейная функция cn, где постоянная c найдена Эйлером и есть {\displaystyle c=\zeta (2)=\pi ^{2}/6}.

### Функция Эйлера
Функция Эйлера {\displaystyle \varphi (n)}, или тотиента, определяется как количество положительных целых чисел, не превосходящих {\displaystyle n}, взаимно простых с {\displaystyle n}.
Пользуясь нотацией Айверсона, можно записать:
Функция Эйлера мультипликативна:
В явном виде значение функции Эйлера выражается формулой:
где {\displaystyle p_{1},p_{2},\ldots ,p_{r}} — различные простые делители {\displaystyle n}.

### Функция Мёбиуса
Функцию Мёбиуса {\displaystyle \mu (n)} можно определить как арифметическую функцию, которая удовлетворяет следующему соотношению:
То есть сумма значений функции Мёбиуса по всем делителям целого положительного числа {\displaystyle n} равна нулю, если {\displaystyle n>1}, и равна {\displaystyle 1}, если {\displaystyle n=1}.
Можно показать, что этому уравнению удовлетворяет лишь одна функция, и её можно явно задать следующей формулой:
Здесь {\displaystyle p_{i}} — различные простые числа, {\displaystyle p} — простое число. Иначе говоря, функция Мёбиуса {\displaystyle \mu (n)} равна {\displaystyle 0}, если {\displaystyle n} не свободно от квадратов (то есть делится на квадрат простого числа), и равна {\displaystyle \pm 1} в противном случае (плюс или минус выбирается в зависимости от четности числа простых делителей {\displaystyle n}).
Функция Мёбиуса является мультипликативной функцией. Важное значение функции Мёбиуса в теории чисел связано с формулой обращения Мёбиуса.